# Liste der Mitglieder des Repräsentantenhauses im 112. Kongress der Vereinigten Staaten
- Dem.: 193
- Rep.: 242

Die Mitgliedschaft des Repräsentantenhauses im 112. Kongress der Vereinigten Staaten basierte auf dem Ergebnis der Kongresswahlen vom 2. November 2010. Dabei musste die Demokratische Partei, die zuvor im 111. Kongress eine klare Mehrheit besessen hatte, eine schwere Niederlage hinnehmen: Sie verlor 63 Mandate und kam nur noch auf 193 Abgeordnete. Die Republikanische Partei gewann 63 Sitze hinzu und errang mit 242 Mandaten die Mehrheit. Mit John Boehner stellten die Republikaner in der vom 3. Januar 2011 bis zum Januar 2013 laufenden Sitzungsperiode daher auch den Sprecher des Repräsentantenhauses; er löste die Demokratin Nancy Pelosi ab.
Insgesamt fanden während der Sitzungsperiode zehn Nachwahlen für vakant gefallene Sitze statt. Dabei konnten die Demokraten zwei und die Republikaner einen vorher von der anderen Partei gehaltenen Wahlbezirk für sich gewinnen. Drei zuvor von den Demokraten besetzte Mandate blieben nach Mandatsniederlegungen bis zum Ende der Sitzungsperiode vakant.

## Änderungen während der Legislaturperiode
- New York, 26. Wahlbezirk:
  - Chris Lee (Republikanische Partei) trat am 9. Februar 2011 nach dem Bekanntwerden einer außerehelichen Affäre zurück. Die Nachwahl am 24. Mai 2011 gewann die demokratische Kommunalpolitikerin Kathy Hochul aus dem Erie County gegen die Republikanerin Jane Corwin, Abgeordnete in der New York State Assembly.

- Kalifornien, 36. Wahlbezirk:
  - Jane Harman (Demokratische Partei) trat am 28. Februar 2011 zurück, um Leiterin des Woodrow Wilson International Center for Scholars zu werden. Die für mehrere Kandidaten von jeder Partei offene Vorwahl fand am 17. Mai 2011 statt. Da dort kein Bewerber die absolute Mehrheit errang, gab es am 12. Juli eine Stichwahl der beiden Erstplatzierten, in der sich die favorisierte Demokratin Janice Hahn, Mitglied des Stadtrats von Los Angeles, mit 54,6 Prozent der Stimmen gegen den republikanischen Geschäftsmann Craig Huey durchsetzte.

- Nevada, 2. Wahlbezirk:
  - Dean Heller (Republikanische Partei) legte sein Mandat am 9. Mai 2011 nieder, um innerhalb des Kongresses in den Senat zu wechseln und dort den Platz den zurückgetretenen John Ensign einzunehmen. Der demokratische Secretary of State von Nevada, Ross Miller, setzte die Nachwahl für den 13. September 2011 an und legte gleichzeitig fest, dass es in der sogenannten „Jungle Primary“ keine Teilnahmebeschränkung für Kandidaten einer Partei geben werde. Erreiche kein Kandidat die absolute Mehrheit, müsse eine Stichwahl der beiden Erstplatzierten statt abgehalten werden. Die Republikanische Partei Nevadas legte Einspruch gegen diese Entscheidung ein, weil die Parteiführung fürchtete, die Spaltung der eigenen Anhängerschaft könnte die Demokraten begünstigen. Ein Bezirksrichter gab diesem Ansinnen am 19. Mai 2011 statt, woraufhin Miller sich zwecks einer endgültigen Entscheidung an den Supreme Court of Nevada wandte. Das höchste Staatsgericht regte eine Verschiebung der Wahl an, um sich eingehender mit den Argumenten auseinandersetzen zu können. Letztlich blieb es aber beim vorgesehenen Termin und – wie durch das Bezirksgericht angeordnet – einem Kandidaten für jede Partei. Für die Demokraten trat Nevadas Finanzministerin Kate Marshall an; bei den Republikanern fiel die Wahl auf Mark Amodei, Vorsitzender der Partei auf Staatsebene und ehemals Mitglied des Senats von Nevada. Die ehemalige Senatsbewerberin Sharron Angle, Mitglied der Tea-Party-Bewegung, verzichtete überraschend auf eine Kandidatur. Amodei setzte sich in dem republikanisch dominierten Distrikt sehr deutlich mit 58:36 Prozent der Stimmen durch.

- New York, 9. Wahlbezirk:
  - Anthony Weiner (Demokratische Partei) legte sein Mandat am 16. Juni 2011 nieder. Vorausgegangen war ein Skandal um freizügige Bilder Weiners, die über seinen Twitter-Account verschickt worden waren. Nach tagelanger Leugnung, dies selbst getan zu haben, räumte Weiner diesen Umstand ein; einige Tage später trat er zurück. Gouverneur Andrew Cuomo setzte die Nachwahl für den 13. September 2011 an. Der lange favorisierte Demokrat David Weprin, Abgeordneter in der State Assembly, geriet in den Wochen vor der Wahl bei den Umfragen gegenüber dem Republikaner Bob Turner ins Hintertreffen, der nach seiner Niederlage gegen Weiner im Jahr 2010 erneut nominiert worden war. Letztlich gewann Turner mit 53:47 Prozent der Stimmen.

- Oregon, 1. Wahlbezirk:
  - David Wu (Demokratische Partei) legte sein Mandat am 3. August 2011 nieder. Grund waren sexuelle Avancen gegenüber der 18-jährigen Tochter eines Wahlkampfunterstützers. Zunächst hatte er lediglich angekündigt, sich nicht um die Wiederwahl zu bewerben, ehe er sich dann doch zum Rücktritt entschloss. In der Primary am 8. November 2011 entschieden sich die Demokraten für Staatssenatorin Suzanne Bonamici als Kandidatin, die mit 65,3 Prozent vor dem zunächst favorisierten Arbeitsminister von Oregon, Brad Avakian (22,1 Prozent), siegte. Die Wahl der Republikaner fiel mit 72,8 Prozent noch deutlicher auf den gegen Wu im Jahr 2010 unterlegenen Geschäftsmann Rob Cornilles. Bei der eigentlichen Wahl am 31. Januar 2012 gewann Bonamici sicher mit 64:36 Prozent der Stimmen.

- Arizona, 8. Wahlbezirk:
  - Gabrielle Giffords (Demokratische Partei) legte ihr Mandat am 25. Januar 2012 nieder. Grund war ein auf sie verübtes Attentat ein Jahr zuvor, bei dem sie lebensgefährlich verletzt worden war. Um sich gesundheitlich vollständig von den Folgen erholen zu können, verzichtete sie auf die weitere Wahrnehmung ihres Parlamentssitzes. Gouverneurin Jan Brewer setzte die Wahl für den 12. Juni 2012 an. Für die Demokraten trat Ron Barber an, Giffords' Wahlkampf-Bezirksdirektor, der bei dem Attentat selbst verletzt wurde. Die Republikaner nominierten erneut Jesse Kelly, im Jahr 2010 knapp an Giffords gescheitert. Barber setzte sich mit 52:45 Prozent der Stimmen durch.

- New Jersey, 10. Wahlbezirk:
  - Donald M. Payne (Demokratische Partei) verstarb am 6. März 2012. Um Kosten zu sparen, wurde die Nachwahl auf den Termin der regulären Kongresswahl am 6. November 2012 gelegt. Die demokratische Primary gewann der Sohn des Verstorbenen, Donald Payne Jr., selbst Präsident des Stadtrates von Newark, mit 71:25 Prozent der Stimmen gegen Ronald C. Rice, Mitglied im Stadtrat von Newark. Aufgrund der Stärke der Demokraten in diesem Distrikt galt Payne als vorweggenommener Wahlsieger, zumal die Republikaner für die Nachwahl auch keinen Kandidaten aufgestellt hatten. Bei der regulären Wahl trat Brian C. Kelemen an. Payne gewann beide Wahlen ungefährdet.

- Washington, 1. Wahlbezirk:
  - Jay Inslee (Demokratische Partei) legte sein Mandat am 20. März 2012 nieder, um seine Kandidatur als Gouverneur von Washington vorzubereiten. Die Nachwahl fand zeitgleich mit der regulären Kongresswahl am 6. November 2012 statt. Die demokratische Nominierung ging an Suzan DelBene, Direktorin der staatlichen Steuerbehörde, die 2010 im achten Distrikt gegen Dave Reichert verloren hatte. Bei den Republikanern trat der 2010 im zweiten Bezirk gescheiterte John Koster erneut an. DelBene siegte deutlich mit 60:40 Prozent der Stimmen.

- Michigan, 11. Wahlbezirk:
  - Thaddeus McCotter (Republikanische Partei) legte sein Mandat am 6. Juli 2012 nieder. Vorausgegangen waren Irritationen um die Gültigkeit der von seinem Stab gesammelten Bürgerunterschriften, die notwendig waren, um auf dem Wahlzettel zu stehen. Zwar waren 2000 Unterschriften übermittelt worden, doch ergab eine Prüfung, dass weniger als die notwendigen 1000 davon gültig waren. Nachdem McCotter zunächst seinen Mandatsverzicht zum Ende der Legislaturperiode erklärt hatte, gab er wenig später seinen sofortigen Rücktritt bekannt. Die Nachwahl fand zeitgleich mit der regulären Kongresswahl am 6. November 2012 statt. Bei den Republikanern gewann der Tea-Party-Aktivist Kerry Bentivolio die Primary gegen die ehemalige Staatssenatorin Nancy Cassis, die dann auf eine kurzzeitig erwogene Write-In-Kandidatur verzichtete. Für die Demokraten kandidierte David Curson, Vertrauensmann einer Gewerkschaft ohne politische Erfahrung. Syed Taj, der die Primary für die zeitgleiche reguläre Wahl gewann, verzichtete auf die Teilnahme an der Nachwahl. Das Resultat fiel ungewöhnlich aus: Curson gewann die Nachwahl gegen Bentivolio mit 51:49 Prozent der Stimmen und erhielt damit für knapp sechs Wochen einen Sitz im Kongress. Der Sieg bei der regulären Wahl ging hingegen an Bentivolio, der folglich Curson am 3. Januar 2013 ablöst.

- Kentucky, 4. Wahlbezirk:
  - Geoff Davis (Republikanische Partei) legte sein Mandat am 31. Juli 2012 nieder. Als Grund gab er einen Krankheitsfall in seiner Familie an, dem er seine Zeit widmen müsse. Zuvor hatte er bereits seinen Rücktritt zum Ende der Legislaturperiode erklärt. Gouverneur Steve Beshear legte den Nachwahltermin auf den 6. November. Der republikanische Lokalpolitiker Thomas Massie gewann erwartungsgemäß gegen den Demokraten Bill Adkins.

- Kalifornien, 18. Wahlbezirk:
  - Dennis Cardoza (Demokratische Partei) trat am 14. August 2012 „aus familiären Gründen“ vorzeitig zurück; zuvor hatte er bereits angekündigt, sich im November nicht erneut um ein Mandat zu bewerben. Eine Nachwahl gab es nicht mehr; das Mandat blieb bis zum Ende der Legislaturperiode vakant.

- Illinois, 2. Wahlbezirk:
  - Jesse Jackson Jr. (Demokratische Partei) legte sein Mandat am 21. November 2012 nieder, nachdem er erst kurz zuvor für eine weitere Amtsperiode wiedergewählt worden war. Er gab einerseits gesundheitliche Gründe an; andererseits waren aber auch Untersuchungen gegen ihn aufgrund ethischer Verstöße ausschlaggebend. Das Mandat blieb bis zum Ende der Legislaturperiode vakant.

- Kalifornien, 51. Wahlbezirk:
  - Bob Filner (Demokratische Partei) legte sein Mandat am 3. Dezember 2012 nieder, nachdem er zum Bürgermeister von San Diego gewählt worden war. Der Sitz blieb bis zum Ende der Legislaturperiode vakant.

## Liste der Abgeordneten zum Ende der Sitzungsperiode
Alabama
1. Jo Bonner (R)
2. Martha Roby (R)
3. Mike D. Rogers (R)
4. Robert Aderholt (R)
5. Mo Brooks (R)
6. Spencer Bachus (R)
7. Terri Sewell (D)

Alaska
1. Don Young (R)

Arizona
1. Paul Gosar (R)
2. Trent Franks (R)
3. Ben Quayle (R)
4. Ed Pastor (D)
5. David Schweikert (R)
6. Jeff Flake (R)
7. Raúl Grijalva (D)
8. Ron Barber (D)

Arkansas
1. Rick Crawford (R)
2. Tim Griffin (R)
3. Steve Womack (R)
4. Mike Ross (D)

Colorado
1. Diana DeGette (D)
2. Jared Polis (D)
3. Scott Tipton (R)
4. Cory Gardner (R)
5. Doug Lamborn (R)
6. Mike Coffman (R)
7. Ed Perlmutter (D)

Connecticut
1. John Larson (D)
2. Joe Courtney (D)
3. Rosa DeLauro (D)
4. Jim Himes (D)
5. Chris Murphy (D)

Delaware
1. John C. Carney (D)

Florida
1. Jeff Miller (R)
2. Steve Southerland (R)
3. Corrine Brown (D)
4. Ander Crenshaw (R)
5. Rich Nugent (R)
6. Cliff Stearns (R)
7. John Mica (R)
8. Daniel Webster (R)
9. Gus Bilirakis (R)
10. Bill Young (R)
11. Kathy Castor (D)
12. Dennis A. Ross (R)
13. Vern Buchanan (R)
14. Connie Mack IV (R)
15. Bill Posey (R)
16. Tom Rooney (R)
17. Frederica Wilson (D)
18. Ileana Ros-Lehtinen (R)
19. Ted Deutch (D)
20. Debbie Wasserman Schultz (D)
21. Mario Diaz-Balart (R)
22. Allen West (R)
23. Alcee Hastings (D)
24. Sandy Adams (R)
25. David Rivera (R)

Georgia
1. Jack Kingston (R)
2. Sanford Bishop (D)
3. Lynn Westmoreland (R)
4. Hank Johnson (D)
5. John Lewis (D)
6. Tom Price (R)
7. Rob Woodall (R)
8. Austin Scott (R)
9. Tom Graves (R)
10. Paul Broun (R)
11. Phil Gingrey (R)
12. John Barrow (D)
13. David Scott (D)

Hawaii
1. Colleen Hanabusa (D)
2. Mazie Hirono (D)

Idaho
1. Raúl Labrador (R)
2. Mike Simpson (R)

Illinois
1. Bobby L. Rush (D)
2. vakant
3. Dan Lipinski (D)
4. Luis Gutiérrez (D)
5. Michael Quigley (D)
6. Peter Roskam (R)
7. Danny K. Davis (D)
8. Joe Walsh (R)
9. Jan Schakowsky (D)
10. Robert Dold (R)
11. Adam Kinzinger (R)
12. Jerry Costello (D)
13. Judy Biggert (R)
14. Randy Hultgren (R)
15. Tim Johnson (R)
16. Donald Manzullo (R)
17. Bobby Schilling (R)
18. Aaron Schock (R)
19. John Shimkus (R)

Indiana
1. Pete Visclosky (D)
2. Joe Donnelly (D)
3. Marlin Stutzman (R)
4. Todd Rokita (R)
5. Dan Burton (R)
6. Mike Pence (R)
7. André Carson (D)
8. Larry Bucshon (R)
9. Todd Young (R)

Iowa
1. Bruce Braley (D)
2. David Loebsack (D)
3. Leonard Boswell (D)
4. Tom Latham (R)
5. Steve King (R)

Kalifornien
1. Mike Thompson (D)
2. Wally Herger (R)
3. Dan Lungren (R)
4. Tom McClintock (R)
5. Doris Matsui (D)
6. Lynn Woolsey (D)
7. George Miller (D)
8. Nancy Pelosi (D)
9. Barbara Lee (D)
10. John Garamendi (D)
11. Jerry McNerney (D)
12. Jackie Speier (D)
13. Pete Stark (D)
14. Anna Eshoo (D)
15. Mike Honda (D)
16. Zoe Lofgren (D)
17. Sam Farr (D)
18. vakant
19. Jeff Denham (R)
20. Jim Costa (D)
21. Devin Nunes (R)
22. Kevin McCarthy (R)
23. Lois Capps (D)
24. Elton Gallegly (R)
25. Howard McKeon (R)
26. David Dreier (R)
27. Brad Sherman (D)
28. Howard Berman (D)
29. Adam Schiff (D)
30. Henry Waxman (D)
31. Xavier Becerra (D)
32. Judy Chu (D)
33. Karen Bass (D)
34. Lucille Roybal-Allard (D)
35. Maxine Waters (D)
36. Janice Hahn (D)
37. Laura Richardson (D)
38. Grace Napolitano (D)
39. Linda Sánchez (D)
40. Ed Royce (R)
41. Jerry Lewis (R)
42. Gary Miller (R)
43. Joe Baca (D)
44. Ken Calvert (R)
45. Mary Bono Mack (R)
46. Dana Rohrabacher (R)
47. Loretta Sanchez (D)
48. John B. T. Campbell (R)
49. Darrell Issa (R)
50. Brian Bilbray (R)
51. vakant
52. Duncan D. Hunter (R)
53. Susan Davis (D)

Kansas
1. Tim Huelskamp (R)
2. Lynn Jenkins (R)
3. Kevin Yoder (R)
4. Mike Pompeo (R)

Kentucky
1. Ed Whitfield (R)
2. Brett Guthrie (R)
3. John Yarmuth (D)
4. Thomas Massie (R)
5. Hal Rogers (R)
6. Ben Chandler (D)

Louisiana
1. Steve Scalise (R)
2. Cedric Richmond (D)
3. Jeff Landry (R)
4. John C. Fleming (R)
5. Rodney Alexander (R)
6. Bill Cassidy (R)
7. Charles Boustany (R)

Maine
1. Chellie Pingree (D)
2. Mike Michaud (D)

Maryland
1. Andrew P. Harris (R)
2. Dutch Ruppersberger (D)
3. John Sarbanes (D)
4. Donna Edwards (D)
5. Steny Hoyer (D)
6. Roscoe Bartlett (R)
7. Elijah Cummings (D)
8. Chris Van Hollen (D)

Massachusetts
1. John Olver (D)
2. Richard Neal (D)
3. Jim McGovern (D)
4. Barney Frank (D)
5. Niki Tsongas (D)
6. John F. Tierney (D)
7. Ed Markey (D)
8. Mike Capuano (D)
9. Stephen Lynch (D)
10. William R. Keating (D)

Michigan
1. Dan Benishek (R)
2. Bill Huizenga (R)
3. Justin Amash (R)
4. David Lee Camp (R)
5. Dale E. Kildee (D)
6. Fred Upton (R)
7. Tim Walberg (R)
8. Mike J. Rogers (R)
9. Gary Peters (D)
10. Candice Miller (R)
11. David Curson (D)
12. Sander M. Levin (D)
13. Hansen Clarke (D)
14. John Conyers (D)
15. John Dingell (D)

Minnesota
1. Tim Walz (D)
2. John Kline (R)
3. Erik Paulsen (R)
4. Betty McCollum (D)
5. Keith Ellison (D)
6. Michele Bachmann (R)
7. Collin Peterson (D)
8. Chip Cravaack (R)

Mississippi
1. Alan Nunnelee (R)
2. Bennie Thompson (D)
3. Gregg Harper (R)
4. Steven Palazzo (R)

Missouri
1. William Lacy Clay (D)
2. Todd Akin (R)
3. Russ Carnahan (D)
4. Vicky Hartzler (R)
5. Emanuel Cleaver (D)
6. Sam Graves (R)
7. Billy Long (R)
8. Jo Ann Emerson (R)
9. Blaine Luetkemeyer (R)

Montana
1. Denny Rehberg (R)

Nebraska
1. Jeff Fortenberry (R)
2. Lee Terry (R)
3. Adrian M. Smith (R)

Nevada
1. Shelley Berkley (D)
2. Mark Amodei (R)
3. Joe Heck (R)

New Hampshire
1. Frank Guinta (R)
2. Charles Bass (R)

New Jersey
1. Rob Andrews (D)
2. Frank LoBiondo (R)
3. Jon Runyan (R)
4. Chris Smith (R)
5. Scott Garrett (R)
6. Frank Pallone (D)
7. Leonard Lance (R)
8. Bill Pascrell (D)
9. Steve Rothman (D)
10. Donald Payne Jr. (D)
11. Rodney Frelinghuysen (R)
12. Rush D. Holt Jr. (D)
13. Albio Sires (D)

New Mexico
1. Martin Heinrich (D)
2. Steve Pearce (R)
3. Ben R. Luján (D)

New York
1. Tim Bishop (D)
2. Steve Israel (D)
3. Peter T. King (R)
4. Carolyn McCarthy (D)
5. Gary Ackerman (D)
6. Gregory Meeks (D)
7. Joseph Crowley (D)
8. Jerrold Nadler (D)
9. Bob Turner (R)
10. Ed Towns (D)
11. Yvette Clarke (D)
12. Nydia Velázquez (D)
13. Michael Grimm (R)
14. Carolyn B. Maloney (D)
15. Charles B. Rangel (D)
16. José Serrano (D)
17. Eliot Engel (D)
18. Nita Lowey (D)
19. Nan Hayworth (R)
20. Chris Gibson (R)
21. Paul Tonko (D)
22. Maurice Hinchey (D)
23. Bill Owens (D)
24. Richard L. Hanna (R)
25. Ann Marie Buerkle (R)
26. Kathy Hochul (D)
27. Brian Higgins (D)
28. Louise Slaughter (D)
29. Tom Reed (R)

North Carolina
1. G. K. Butterfield (D)
2. Renee Ellmers (R)
3. Walter B. Jones (R)
4. David Price (D)
5. Virginia Foxx (R)
6. Howard Coble (R)
7. Mike McIntyre (D)
8. Larry Kissell (D)
9. Sue Wilkins Myrick (R)
10. Patrick McHenry (R)
11. Heath Shuler (D)
12. Mel Watt (D)
13. Brad Miller (D)

North Dakota
1. Rick Berg (R)

Ohio
1. Steve Chabot (R)
2. Jean Schmidt (R)
3. Mike Turner (R)
4. Jim Jordan (R)
5. Bob Latta (R)
6. Bill Johnson (R)
7. Steve Austria (R)
8. John Boehner (R)
9. Marcy Kaptur (D)
10. Dennis Kucinich (D)
11. Marcia Fudge (D)
12. Pat Tiberi (R)
13. Betty Sutton (D)
14. Steve LaTourette (R)
15. Steve Stivers (R)
16. Jim Renacci (R)
17. Tim Ryan (D)
18. Bob Gibbs (R)

Oklahoma
1. John A. Sullivan (R)
2. Dan Boren (D)
3. Frank Lucas (R)
4. Tom Cole (R)
5. James Lankford (R)

Oregon
1. Suzanne Bonamici (D)
2. Greg Walden (R)
3. Earl Blumenauer (D)
4. Peter DeFazio (D)
5. Kurt Schrader (D)

Pennsylvania
1. Bob Brady (D)
2. Chaka Fattah (D)
3. Mike Kelly (D)
4. Jason Altmire (D)
5. Glenn Thompson (R)
6. Jim Gerlach (R)
7. Pat Meehan (R)
8. Mike Fitzpatrick (R)
9. Bill Shuster (R)
10. Tom Marino (R)
11. Lou Barletta (R)
12. Mark Critz (D)
13. Allyson Schwartz (D)
14. Michael F. Doyle (D)
15. Charlie Dent (R)
16. Joseph R. Pitts (R)
17. Tim Holden (D)
18. Tim Murphy (R)
19. Todd Russell Platts (R)

Rhode Island
1. David Cicilline (D)
2. James Langevin (D)

South Carolina
1. Tim Scott (R)
2. Joe Wilson (R)
3. Jeff Duncan (R)
4. Trey Gowdy (R)
5. Mick Mulvaney (R)
6. Jim Clyburn (D)

South Dakota
1. Kristi Noem (R)

Tennessee
1. Phil Roe (R)
2. Jimmy Duncan (R)
3. Chuck Fleischmann (R)
4. Scott DesJarlais (R)
5. Jim Cooper (D)
6. Diane Black (R)
7. Marsha Blackburn (R)
8. Stephen Fincher (R)
9. Steve Cohen (D)

Texas
1. Louie Gohmert (R)
2. Ted Poe (R)
3. Sam Johnson (R)
4. Ralph Hall (R)
5. Jeb Hensarling (R)
6. Joe Barton (R)
7. John Culberson (R)
8. Kevin Brady (R)
9. Al Green (D)
10. Michael McCaul (R)
11. Mike Conaway (R)
12. Kay Granger (R)
13. Mac Thornberry (R)
14. Ron Paul (R)
15. Rubén Hinojosa (D)
16. Silvestre Reyes (D)
17. Bill Flores (R)
18. Sheila Jackson Lee (D)
19. Randy Neugebauer (R)
20. Charlie Gonzalez (D)
21. Lamar S. Smith (R)
22. Pete Olson (R)
23. Quico Canseco (R)
24. Kenny Marchant (R)
25. Lloyd Doggett (D)
26. Michael C. Burgess (R)
27. Blake Farenthold (R)
28. Henry Cuellar (D)
29. Gene Green (D)
30. Eddie Bernice Johnson (D)
31. John Carter (R)
32. Pete Sessions (R)

Utah
1. Rob Bishop (R)
2. Jim Matheson (D)
3. Jason Chaffetz (R)

Vermont
1. Peter Welch (D)

Virginia
1. Rob Wittman (R)
2. Scott Rigell (R)
3. Bobby Scott (D)
4. Randy Forbes (R)
5. Robert Hurt (R)
6. Bob Goodlatte (R)
7. Eric Cantor (R)
8. Jim Moran (D)
9. Morgan Griffith (R)
10. Frank Wolf (R)
11. Gerry Connolly (D)

Washington
1. Suzan DelBene (D)
2. Rick Larsen (D)
3. Jaime Herrera Beutler (R)
4. Doc Hastings (R)
5. Cathy McMorris Rodgers (R)
6. Norman D. Dicks (D)
7. Jim McDermott (D)
8. Dave Reichert (R)
9. Adam Smith (D)

West Virginia
1. David McKinley (R)
2. Shelley Moore Capito (R)
3. Nick Rahall (D)

Wisconsin
1. Paul Ryan (R)
2. Tammy Baldwin (D)
3. Ron Kind (D)
4. Gwen Moore (D)
5. Jim Sensenbrenner (R)
6. Tom Petri (R)
7. Sean Duffy (R)
8. Reid Ribble (R)

Wyoming
1. Cynthia Lummis (R)

## Nicht stimmberechtigte Abgeordnete
Im Repräsentantenhaus sitzen insgesamt sechs nicht stimmberechtigte Delegierte aus den amerikanischen Territorien, darunter erstmals ein Vertreter der Nördlichen Marianen.
Amerikanisch-Samoa
- Eni Faleomavaega (D)

District of Columbia
- Eleanor Holmes Norton (D)

Guam
- Madeleine Bordallo (D)

Puerto Rico
- Pedro Pierluisi (D und PNP)

Amerikanische Jungferninseln
- Donna Christian-Christensen (D)

Nördliche Marianen
- Gregorio Sablan (I)